# Zamindari

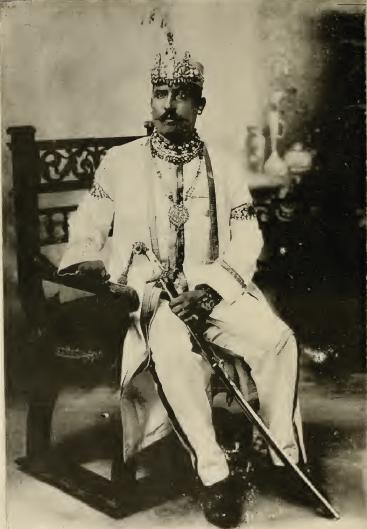
Raja Vikrama Deo, zamindar del Jeypur in Orissa

Gli zamindari (letteralmente "proprietario terriero", dal sostantivo persiano زمین, Zamīn derivante dal sanscrito bhumi, "terra", con l'aggiunta del comune suffisso دار -dār, "titolare") erano esponenti di una aristocrazia ereditaria indiana che entrò in possesso di numerose estensioni di terra, nonché dei contadini che vi lavoravano (dai quali questi nobili si riservarono il diritto di trarre le imposte), ai tempi della dominazione inglese del subcontinente indiano.
Spesso questa classe, provenendo anche da rami cadetti di antiche famiglie reali, si fregiò di titoli regali quali: Maharaja (grande re), Raja (re), Nawab (signore), Mirza (principe), Chowdhury (signore) ed altri, tipici dei sovrani principeschi sotto protettorato britannico. Anche se gli zamindari sono stati considerati equivalenti a signori e baroni, in alcuni casi si sono considerati come indipendenti, principi sovrani.

## Storia
Gli zamindari assursero a ruoli nobiliari durante il dominio moghul, esercitando il ruolo di esattori imperiali delle imposte. Questa classe deteneva inoltre un vasto potere nei propri territori. Tra le altre funzioni, deteneva le magistrature, assolveva al reclutamento dell'esercito (compreso l'addestramento), alla riscossione delle entrate ed era responsabile della fiscalità.
L'élite rurale erede degli zamindari durante la dominazione britannica fu cooptata dai colonizzatori, diventando un ceto privilegiato, cristallizzato nella rendita agraria, alle dipendenze del potere inglese, incapace o impossibilitato di rendersi protagonista di una svolta in senso industriale del paese. Dopo la requisizione della terre operata dagli inglesi, questo ceto, che si avviava a diventare borghesia rurale, ebbe un nuovo forte impulso, accanto ai contadini ricchi, diventando padrona dello sviluppo del settore agricolo più avanzato dell'economia indiana, destinato all'esportazione di prodotti specializzati (cotone, arachidi, tè, canna da zucchero).
Dopo il ritiro inglese nel 1947, il sistema di potere ereditario degli zamindari è stato legalmente abolito con la creazione della Repubblica dell'India e del Pakistan moderni, così come dopo l'indipendenza nel 1971 in Bangladesh, anche se continua ancora in alcune zone del Pakistan moderno. In questi paesi, un buon numero di famiglie ha resistito all'abolizione dei titoli nobiliari, eludendo gli "Zamindari Abolition Acts" (Atti di abolizione Zamindari), emanati dal governo indiano con lo scopo di sovvertire i privilegi del ceto. Gli Zamindari, aggirando tali norme, hanno potuto ricoprire posizioni di rilievo nelle nuove istituzioni repubblicane e mantenere in molti casi i vecchi possedimenti territoriali. Alcune famiglie hanno anche continuato a fregiarsi di attribuzioni nobiliari, anche se esse non conservavano più alcun valore giuridico riconosciuto.